# كريستين كانجالو
كريستين كارلا كانغالو أورت (من مواليد 1 ديسمبر 1961) هي سياسية ترينيدادية، وهي رئيسة ترينيداد وتوباغو منذ عام 2023.

## السيرة الشخصية
ولدت كريستين كانجالو في عائلة هندية ترينيدادية مشيخية لكارليل وباربرا كانجالو وهي الخامسة من بين أطفالهما السبعة. في عام 2018، تحولت هي وزوجها إلى الكنيسة الرومانية الكاثوليكية. تخرجت من جامعة جزر الهند الغربية وكلية الحقوق هيو وودينج وحصلت على درجة في القانون.

## الحياة السياسية
في 12 يناير 2001، أصبحت عضوًا في البرلمان لأول مرة كعضو معارض في مجلس الشيوخ في عهد زعيم المعارضة باتريك مانينغ. ثم عملت نائبة لرئيس مجلس الشيوخ ثم وزيرة في مكتب رئيس الوزراء في عام 2002. ثم تم تعيينها وزيرة للشؤون القانونية في عام 2005. في الانتخابات العامة في ترينيداد وتوباغو عام 2007 ، تم انتخابها لمجلس النواب كمرشحة الحركة الوطنية الشعبية (PNM) عن بوانت-أ-بيير وشغلت منصب وزيرة العلوم والتكنولوجيا والتعليم العالي. في 23 سبتمبر 2015 تم انتخابها رئيسة لمجلس الشيوخ.
كانت رئيسة مجلس شيوخ ترينيداد وتوباغو من عام 2015 حتى استقالتها للترشح للرئاسة في عام 2023. وهي الشخص الوحيد الذي شغل منصبي رئيس ونائب رئيس مجلس شيوخ ترينيداد وتوباغو، وأول امرأة تشغل منصب نائب رئيس مجلس الشيوخ وثالث امرأة تشغل منصب القائم بأعمال رئيس ترينيداد وتوباغو ورئيس مجلس الشيوخ. أصبحت ثاني امرأة تشغل منصب رئيس ترينيداد وتوباغو عند توليها منصبها في 20 مارس 2023.
شغلت كانجالو منصب عضو مجلس الشيوخ المعارض، ووزير في مكتب رئيس الوزراء، ووزير الشؤون القانونية، ووزير العلوم والتكنولوجيا والتعليم العالي في حكومات الحركة الوطنية الشعبية السابقة.